# Municipio de Zacatlán
El municipio de Zacatlán ( sakaˈtlan) (del Nahuatl: Zácatl, tlan ‘zacate, paja; lugar, abundancia’‘ lugar donde abunda el zacate’)(comúnmente apodado Zacatlán de las Manzanas, por ser su cultivo una de sus principales actividades económicas), es uno de los 217 municipios que conforman al estado mexicano de Puebla. Se ubica al noroeste de la entidad, a una altitud promedio de 2040 m s. n. m., y pertenece a la primera región socioeconómica del estado. Su cabecera es la ciudad de Zacatlán, la cual a partir del 27 de abril de 2011 es reconocida por la secretaría de turismo de México como pueblo mágico.

## Historia

### Época prehispánica
“En este recorrido conoce Zacatlán que representa (como se puede ver en el glifo) por <zacate> y a Tenamitic (en el interior de la montaña) que se representa por <dos piedras>.
Así, se dice que el nombre de Zacatlán deriva de zacate y tlan que significa ‘lugar’, aunque el zacate no es común en el paisaje del lugar; sin embargo, zacatla significa ‘prado’ o ‘valle’, lo cual es más lógico, tomando en cuenta su glifo característico. Valle entre las montañas.
Esta conclusión se puede cotejar con lo escrito por el historiador mexicano Mariano Fernández de Echeverría y Veytia, en su “Historia Antigua de Mejico” escrita en fecha próxima a 1778 aunque publicada hasta 1836.
“Determinaron hacer alto allí, y á poco tiempo le nació un hijo á Chalcaltzin á quien puso por nombre Zacapantzin, que interpretan sobre el yerbazal, y en memoria de esto determinó fundar allí una población, dándole el nombre de Zacatlan, que significa yerbazal ó prado cubierto de yerba. Otros dicen al contrario, esto es, que por haber dado á la población el nombre de Zacatlan se le puso á el hijo Zacapantzin. El año en que esto acaeció le señalan con el jeroglífico de una caña, y dicen que en él contaron un Xiuhtlalpilli ó siglo, del principio de su guerra, que en año de semejante carácter comenzaron, y confrontándolo con las tablas parece que debe fijarse la fundación de esta población en el año de 4668 del mundo, y 635 de la era cristiana”.
El territorio del municipio fue originalmente habitado por distintas tribus de filiación cultural otomí, tolteca y chichimeca sin que ninguna de ellas se asentara definitivamente. La primera población estable fue Otlatlán, fundada en las cercanías de la ciudad de Zacatlán por la tribu zacateca, que llegó al territorio huyendo de la tribu Teochichimeca. La fecha exacta de la fundación es incierta, siendo entre el siglo VI y el VIII en que los historiadores la estiman, y entre los años 697 y 713 los que se consideran más probables para su fundación. Se cree que el lugar fue escogido por ubicarse en un altiplano rodeado de montañas, lo que facilitaba su protección.
El territorio formaba parte de una de las rutas comerciales más importantes de los teotihuacanos, pues conectaba al Eje Neovolcánico con el golfo de México. Entre los años 1170 a 1180?, la tribu chichimeca, dirigida por Xólotl, conquistó el territorio, siendo heredado en el año 1181 por sus nietos, Toxtequihuatzin y Atecatzin, por intervención de su padre. Atecatzin heredó Atenamitic y Toxtequihuatzin heredó Zacatlán. Durante el auge de la cultura Tolteca la región fue parte del señorío de Tulancingo, y tras su caída Zacatlán se convirtió en una provincia independiente.
En el siglo XV, Zacatlán fue incorporada al territorio del señorío mexica, siendo sometida por el señor colhua de Texcoco. En ese momento, la mayor parte de la Sierra Norte de Puebla recibió el nombre de Zacatlán. Durante el siglo XV, la región libró fuertes batallas contra el señorío tlaxcalteca, que buscaba conseguir un acceso al mar. A inicios del siglo XVI la población de Zacatlán estaba compuesta por habitantes de habla náhuatl, con importantes minorías de totonacas y otomíes.

### Conquista y Virreinato
A inicios del siglo XVI el conquistador español Hernán Cortés atravesó el territorio de la provincia de Zacatlán, mas no entró en el actual territorio del municipio como afirman algunas crónicas de épocas posteriores. Las primeras expediciones españolas a la región se hicieron en el otoño de 1519, mientras las tropas cortesianas estaban asentadas en Tlaxcala.
En 1520, Cortés encomendó a Hernán López de Ávila la creación de un asentamiento en la región y al capitán Gonzalo Robles la planeación del mismo, siendo originalmente creado en lo que hoy es el barrio de San Pedro Atmatla, en donde ya existía una población, que alrededor de 1560 fue trasladado hacia un pequeño altiplano pocos kilómetros al norte en donde se fundó la actual ciudad de Zacatlán, el motivo de este traslado es incierto. Ahí comenzaron los trabajos para la construcción de un convento y un claustro de la orden franciscana, siendo uno de los primeros conventos construidos en América. El control español de la región fue débil en un inicio, razón por la cual en 1525 ocurrió un alzamiento de indígenas en Zacatlán, el cual se expandió a otras zonas aledañas.
El asentamiento quedó como cabecera de la región de Zacatlán, la cual era conformada por la demarcación homónima, Chignahuapan y Xiloxoxtla. Esta zona fue entregada como encomienda a Antonio de Carvajal hasta su muerte en 1565, sin embargo se siguió ofreciendo tributos a su familia hasta inicios del siglo XVIII. Eclesiásticamente estaba bajo la administración del obispado de Tlaxcala, que se extendía a través de la sierra norte hasta Veracruz.
Del periodo virreinal poco se conoce, esto debido a la pérdida y destrucción de los documentos relativos a la época, más se conserva uno que documenta la donación de siete sitios de ganado mayor y la construcción de un acueducto por parte de Andrés de Carbajal y Tapia, hecho por el que por mucho tiempo la avenida principal de la cabecera municipal llevó su nombre.
A partir de esta época empezaron a realizarse cultivos de manzana en el municipio y desde el siglo XVIII empezó a ser apodado como Zacatlán de las manzanas debido a ello.
La Real Ordenanza del rey Carlos III de España del 4 de diciembre de 1783 estableció la formación de provincias e intendencias en Nueva España. La provincia de Puebla fue dividida en un ducado y 15 alcaldías, una de las cuales era la Alcaldía de Zacatlán de las Manzanas.

### SigloXIX
El 30 de agosto de 1811, durante la independencia de México, el insurgente Francisco Osorno logró tomar la ciudad de Zacatlán sin ninguna resistencia y la convirtió en el centro de sus operaciones, hecho por el cual fue nombrado como teniente general por la Junta de Zitácuaro. El 23 de abril de 1812 realizó un asalto a la ciudad de Pachuca, en la cual logra capturar 250 barras de plata, que posteriormente serían usadas para acuñar monedas con las cuales Osorno mantenía a su ejército. Estas monedas llevaban en el anverso las letras OSNR, monograma de Osorno, debajo la palabra Zacatlán y el año 1813, que refieren al municipio y año de acuñación, pues estas fueron fabricadas en la población de San Miguel Tenango, perteneciente a Zacatlán. En el reverso llevaba dos flechas cruzadas con una corona de laurel alrededor y debajo de esta, la equivalencia de la moneda en reales, que podía ser de medio, uno y dos reales. Aunque se ha afirmado que existen monedas acuñadas en 1812, hasta el momento todos los ejemplares conocidos de estas datan de 1813. En 1814 el general Ignacio López Rayón lidera el movimiento independentista en la Sierra Norte de Puebla.
En 1824, con la promulgación de la primera constitución federal de México, Zacatlán quedó asentado el 22 de marzo de ese año como uno de los 22 departamentos pertenecientes al estado de Puebla. El 30 de marzo de 1826, a través de una ley del gobierno político, el estado cambia su composición, repartiendo los 25 departamentos que lo conformaban entre 7 departamentos. Zacatlán se convierte en la cabecera del séptimo departamento, el cual también engloba a los departamentos de Huauchinango y Tetela.
Durante la intervención estadounidense en México, la Ciudad de Puebla, capital del estado, fue capturada por el ejército estadounidense, obligando al gobierno del estado a instalarse en Zacatlán, la cual quedó como capital provisional del estado, por lo que el 11 de diciembre de 1847 la cabecera del departamento recibe el título de ciudad en el decreto número 100 del gobernador del estado de Puebla Juan José Otero.
El 5 de julio de 1880 las localidades de Otlatlán, Cuacuila y Tulimán se separan del municipio de Aquixtla, anexándose a Zacatlán.

### SigloXX
Con la promulgación de la Ley orgánica municipal del Estado de Puebla el 24 de noviembre de 1917, la entidad se divide en 21 municipios, siendo Zacatlán uno de ellos.
Durante la Revolución mexicana el general Rodolfo Herrero, nativo zacateco, asesina al presidente Venustiano Carranza el 21 de mayo de 1920 en Tlaxcalantongo, dándole el disparo final el teniente coronel Herminio Márquez, igualmente nativo de Zacatlán.
El 27 de diciembre de 1921 se crean los municipios de Ahuacatlán, Amixtlán, Camocuautla, Jopala, Tepetzintla y Tlapacoya, separándose de Zacatlán. El 17 de julio de 1934 la localidad de Pueblo Nuevo se separa del municipio y se integra a Chignahuapan. El 3 de agosto de 1937 la localidad de Ozelonacaxtla igualmente se escinde de la demarcación para anexarse a Huehuetla.
El 11 de agosto de 1941 se inaugura, por iniciativa del Círculo Social Zacateco y del entonces Presidente Municipal  Agustín M. Cano, la primera Gran Feria de la Manzana de Zacatlán. El 14 de agosto, declarado “Día de la Manzana”, María del Pilar Sánchez Pérez, conocida familiarmente como "Quicú" de 12 años de edad, fue coronada reina de la feria.

### SigloXXI
Durante el 2009, se restaura el exconvento franciscano de la ciudad, considerado una de las primeras iglesias del continente americano. Durante su restauración se hallaron pinturas murales hechas en las paredes en el siglo XVI, las cuales habían sido tapadas por redecorados posteriores.
El 27 de abril de 2011, la cabecera del municipio, la ciudad de Zacatlán, es declarada por la secretaría de turismo de México como Pueblo Mágico.

## Geografía
Zacatlán se encuentra al inicio de la sierra norte de Puebla, ubicándose al occidente de esta. Su altitud promedio es de 2040 m s. n. m.; la mínima es de 1360 m s. n. m. y la máxima de 2600 m s. n. m. Se encuentra entre los paralelos 19° 50′ 06″ y 20° 08′ 12″ de latitud norte y los meridianos 97° 51′ 06″ y 98° 12′ 36″ de longitud oeste. Posee una superficie de 512,32 km2, lo que equivale al 1.3 % de la superficie del estado y lo convierte en el décimo municipio de mayor superficie dentro del mismo.
El municipio se encuentra dentro de la primera región socioeconómica del estado y colinda al norte con los municipios de Ahuazotepec, Chiconcuautla, Huauchinango y Ahuacatlán, al este con Tepetzintla y Tetela de Ocampo, al sur con el municipio de Chignahuapan y Aquixtla, y al oeste con el estado de Hidalgo.
| Noroeste: Ahuazotepec    | Norte: Huauchinango Chiconcuautla | Nordeste: Ahuacatlán      |
| Oeste: Estado de Hidalgo |                                   | Este: Tepetzintla         |
| Suroeste: Chignahuapan   | Sur: Chignahuapan Aquixtla        | Sureste: Tetela de Ocampo |

### Hidrografía
El municipio está dentro de la cuenca hidrológica del golfo, en él se encuentran los ríos Hueyapan, Cedazo, Maquixtla, Tepexco, la Ferrería, Tlayaquia y Atlixcala, estos se originan en las estibaciones orientales del altiplano y corren paralelos de oeste a este, para unirse al Laxaxalpan en el Río Cananutla. El sistema hidrográfico del municipio proviene de corrientes internas que nacen en lo alto de la sierra, las cuales se unen formando una corriente que escurre en la barranca de los jilgueros con 125 millones de metros cúbicos.

### Clima
Cuenta con un clima templado subhúmedo con una temperatura anual promedio de 14.5 °C. Las temperaturas más altas se registran entre los meses de marzo y junio, las cuales oscilan entre los 21 y 23 °C, mientras que las temperaturas más bajas se registran entre diciembre y febrero, las cuales oscilan entre los 5 y 6 °C. A pesar de las bajas temperaturas que se registran normalmente en el municipio, rara vez cae nieve en él. Tiene un promedio de 200 días nublados al año, en los que se presenta una visibilidad de 50 a 500 metros.
| Parámetros climáticos promedio de Zacatlán                    | Parámetros climáticos promedio de Zacatlán | Parámetros climáticos promedio de Zacatlán | Parámetros climáticos promedio de Zacatlán | Parámetros climáticos promedio de Zacatlán | Parámetros climáticos promedio de Zacatlán | Parámetros climáticos promedio de Zacatlán | Parámetros climáticos promedio de Zacatlán | Parámetros climáticos promedio de Zacatlán | Parámetros climáticos promedio de Zacatlán | Parámetros climáticos promedio de Zacatlán | Parámetros climáticos promedio de Zacatlán | Parámetros climáticos promedio de Zacatlán | Parámetros climáticos promedio de Zacatlán |
| Mes                                                           | Ene.                                       | Feb.                                       | Mar.                                       | Abr.                                       | May.                                       | Jun.                                       | Jul.                                       | Ago.                                       | Sep.                                       | Oct.                                       | Nov.                                       | Dic.                                       | Anual                                      |
| ------------------------------------------------------------- | ------------------------------------------ | ------------------------------------------ | ------------------------------------------ | ------------------------------------------ | ------------------------------------------ | ------------------------------------------ | ------------------------------------------ | ------------------------------------------ | ------------------------------------------ | ------------------------------------------ | ------------------------------------------ | ------------------------------------------ | ------------------------------------------ |
| Temp. máx. abs. (°C)                                          | 22.0                                       | 21.7                                       | 24.9                                       | 26.8                                       | 25.5                                       | 24.0                                       | 24.7                                       | 21.5                                       | 20.4                                       | 21.3                                       | 21.3                                       | 20.9                                       | 26.8                                       |
| Temp. máx. media (°C)                                         | 18.3                                       | 18.9                                       | 21.1                                       | 23.1                                       | 23.4                                       | 21.8                                       | 20.3                                       | 20.1                                       | 19.1                                       | 18.6                                       | 18.5                                       | 18.6                                       | 20.2                                       |
| Temp. media (°C)                                              | 11.6                                       | 12.3                                       | 14.1                                       | 16.1                                       | 16.8                                       | 16.3                                       | 15.3                                       | 15.2                                       | 14.7                                       | 13.5                                       | 12.6                                       | 12.2                                       | 14.2                                       |
| Temp. mín. media (°C)                                         | 4.9                                        | 5.8                                        | 7.1                                        | 9.1                                        | 10.3                                       | 10.8                                       | 10.3                                       | 10.3                                       | 10.2                                       | 8.4                                        | 6.7                                        | 5.8                                        | 8.3                                        |
| Temp. mín. abs. (°C)                                          | 2.7                                        | 2.9                                        | 4.6                                        | 7.0                                        | 7.8                                        | 8.6                                        | 8.2                                        | 7.8                                        | 8.5                                        | 3.8                                        | 3.7                                        | 1.5                                        | 1.5                                        |
| Precipitación total (mm)                                      | 32.2                                       | 27.4                                       | 28.6                                       | 36.3                                       | 58.2                                       | 141.9                                      | 167.0                                      | 151.7                                      | 236.1                                      | 131.7                                      | 47.2                                       | 27.5                                       | 1085.8                                     |
| Días de lluvias (≥ días)                                      | 7.7                                        | 8.6                                        | 7.3                                        | 8.6                                        | 9.4                                        | 15.1                                       | 19.6                                       | 19.1                                       | 21.6                                       | 14.9                                       | 8.9                                        | 7.6                                        | 148.4                                      |
| Fuente: Centro meteorológico nacional. 27 de octubre de 2011. |                                            |                                            |                                            |                                            |                                            |                                            |                                            |                                            |                                            |                                            |                                            |                                            |                                            |

## Demografía
De acuerdo con el INEGI, en 2010 la población estimada de Zacatlán era de 76 296 habitantes, de los cuales 36 133 son hombres y 40 163 son mujeres, la tasa de natalidad se estimaba en 2175 nacimientos por año y la tasa de mortalidad en 417 defunciones anuales. La densidad de población se estima en 148.92 habitantes por kilómetro cuadrado. La cabecera del municipio tiene una población de 33 736 habitantes, lo que equivale al 44.2 % de la población total.
Existen 18 393 viviendas, con un promedio de 4.2 habitantes por vivienda, 17 762 hogares tienen servicio de electricidad y 17 526 poseen plomería interna y drenaje. Del total de la población, solo 44 802 personas son derechohabientes, de los cuales 5421 reciben servicios del IMSS, y 7073 del ISSSTE.
El grado de marginación municipal es medio, siendo que tiene un índice de marginación de -0.24106 lo que lo coloca en el puesto 171 a nivel estatal y el 1407 a nivel federal. El indicador de rezago social de Zacatlán es bajo, siendo este de -0.11279 y ocupando el puesto 1208 en todo el país. La población económicamente activa del municipio es de 28 589 habitantes, de los cuales el 96.6 % ejerce algún trabajo.

### Evolución demográfica
| Gráfica de evolución demográfica de Municipio de Zacatlán entre 1990 y 2010 |
|                                                                             |
| Instituto nacional para el federalismo y el desarrollo municipal.           |

### Educación
De acuerdo al último censo, realizado por el Instituto Nacional de Estadística y Geografía en 2010, en el municipio hay 65 998 personas con una edad igual o superior a los seis años, de los cuales 26 915 poseen estudios de primaria, equivalentes a aproximadamente el 40 % del total. La población mayor de edad con un grado de educación profesional es de 5500 habitantes, mientras que la población con un posgrado es de 445 habitantes.
La tasa de alfabetización dentro del municipio es de 98.2 %, siendo ligeramente superior al promedio del estado, que es de 97.2 %.

### Población indígena

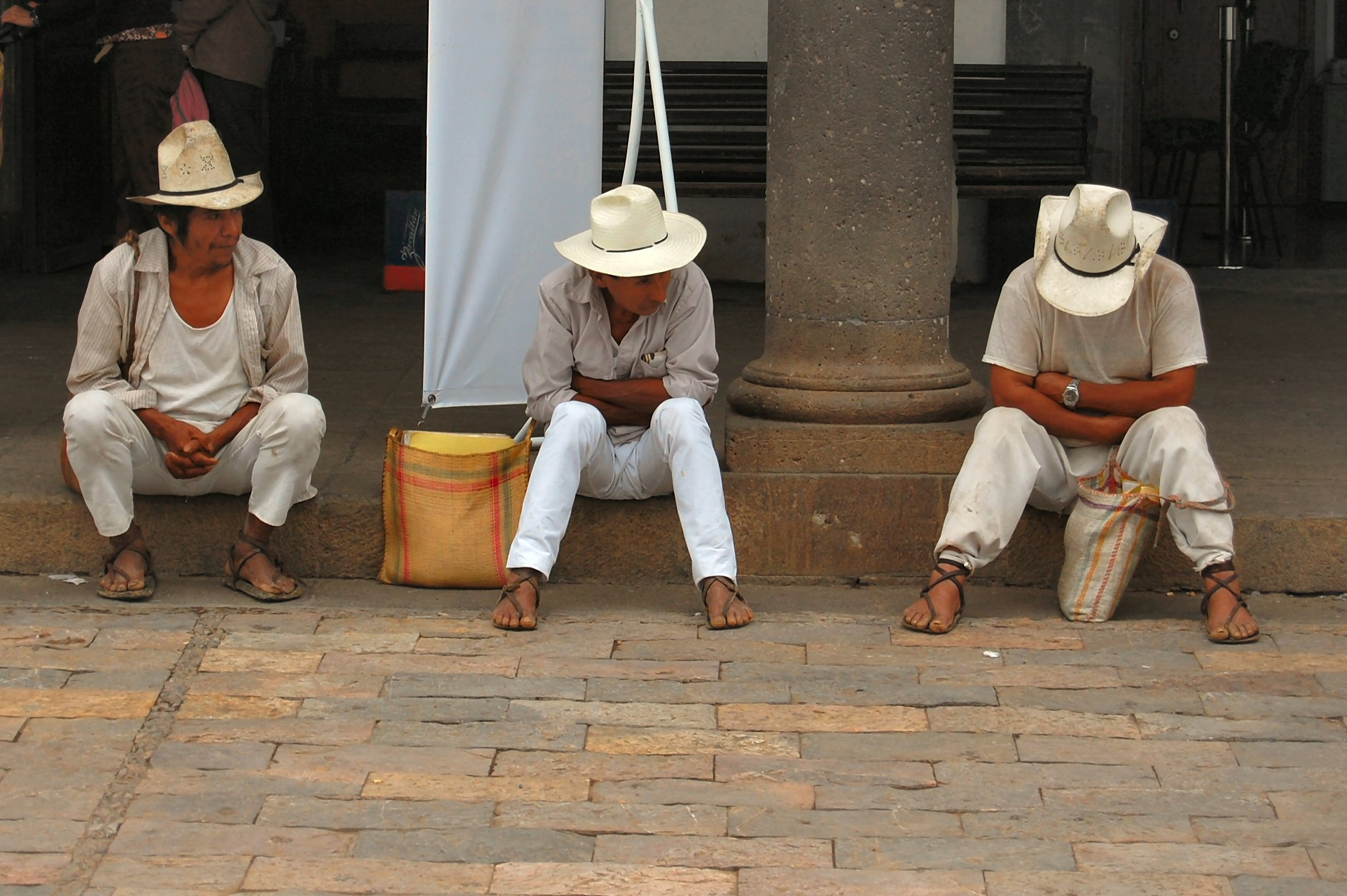
Población nahua en Zacatlán

De la población total del municipio, 8325 habitantes hablan alguna lengua indígena, de los cuales 7538 también hablan español. La lengua indígena más hablada es el náhuatl, con 6737 hablantes, seguida del totonaco, con 1287 hablantes. Otras lenguas habladas por minorías son el otomí y el mixteco.
Las comunidades del municipio con mayor cantidad de hablantes de lenguas indígenas son San Miguel Tenango, Xonotla, Zoquitla, Yehuala, Cuacuila, Tetelancingo y Cuacuilco, en los cuales la lengua predominante es el náhuatl.

## Cultura
El municipio cuenta con 27 bibliotecas públicas dentro de su territorio, en las cuales se realiza un promedio de 132 295 consultas anuales. Su principal museo se ubica dentro de la casa de la cultura del municipio, la cual se encuentra dentro del antiguo claustro del exconvento franciscano de Zacatlán.
La Biblioteca Pública  Municipal Profesor  Baudelio Candanedo Castillo resguarda un importante acervo bibliográfico y una colección de documentos de diversos orígenes que forman parte del patrimonio documental de la localidad. Los documentos abordan básicamente el tema de la educación primaria. El punto de partida es la mitad del siglo XIX con el establecimiento de la escuela lancasteriana hasta mediados del siguiente siglo.

### Gastronomía

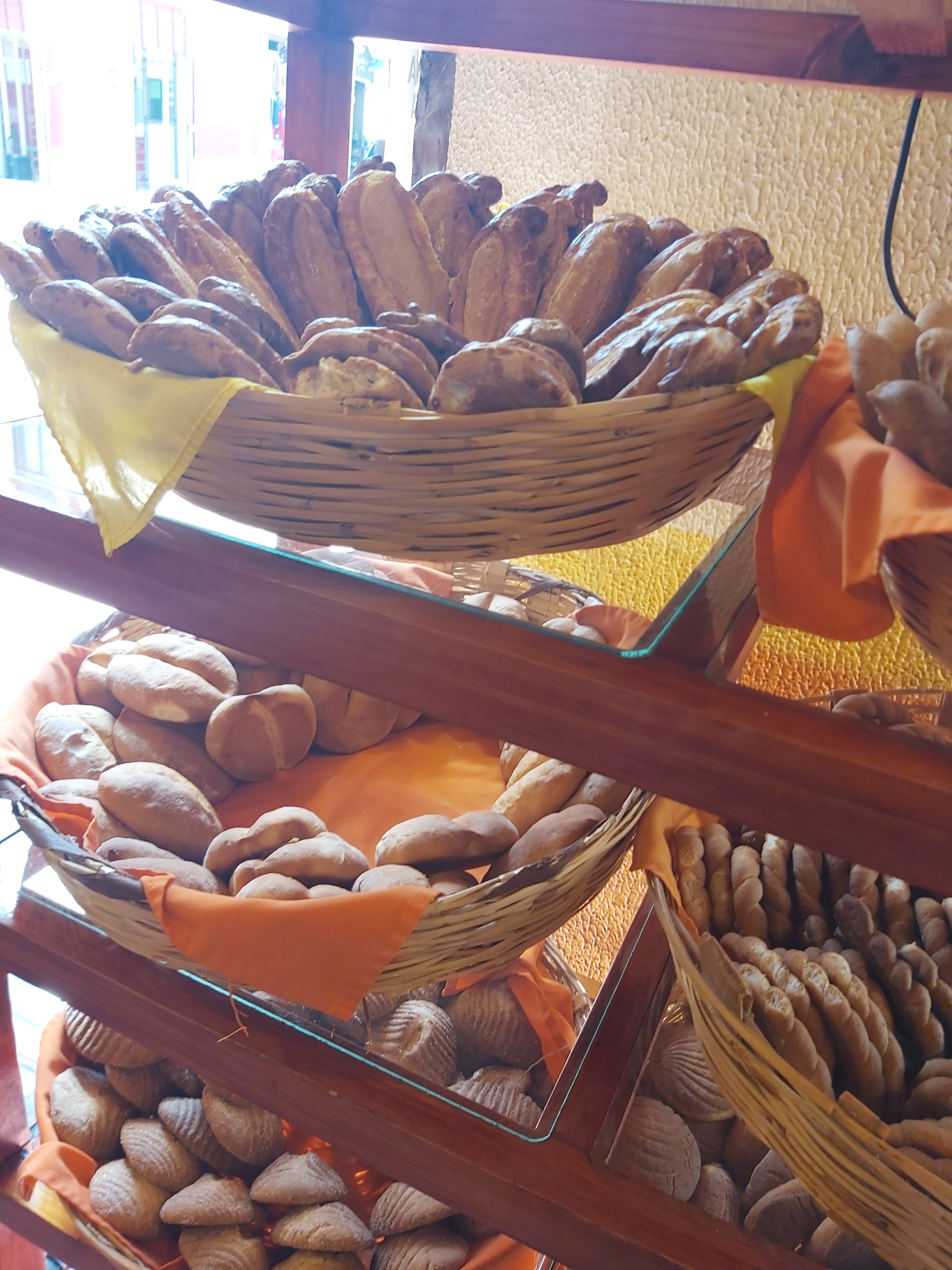
Pan recién horneado en Zacatlán de las Manzanas

La gastronomía del municipio es variada, destacando la producción de manzana y sus derivados, como los vinos y las sidras de manzana. Igualmente destacan otros productos como el pan de queso o los tlacoyos, una comida típica del estado.
Uno de los principales cultivos del municipio es la manzana, siendo el principal productor del estado. Su producción representa el 36 % del cultivo del estado y el 3 % del país. El terreno del municipio destinado a esta actividad es de 2400 hectáreas, de las cuales se obtiene una producción anual promedio de 12 700 toneladas. Debido a la relevancia de su producción, el municipio es comúnmente apodado "Zacatlán de las Manzanas".
Como derivado de la producción de manzana, en el municipio también se fabrica sidra a partir del zumo fermentado de la manzana. Alrededor de mil 800 toneladas de manzana se ocupan anualmente en la producción de 400 000 botellas de este producto, el cual es principalmente vendido en los estados de Aguascalientes, Hidalgo, Tlaxcala, Guerrero, Veracruz, Chiapas, Tabasco y Guanajuato. Por la calidad del producto el municipio es apodado Cuna de la sidra de México.
Aproximadamente 22 500 personas del municipio son partícipes de la creación de sidra, lo que equivale al 30 % de la población, que intervienen desde el cultivo de la manzana hasta la venta del producto.
Además, la barbacoa es una de las fuentes económicas representativas del municipio, por lo tanto llega a ser un plato típico de la región, asimismo los antojitos mexicanos se hacen presentes por las noches, algunas familias después de haber tenido jornadas de trabajo en el día, por las noches se dedican a la venta de antojitos mexicanos ideales para la cena de los locales y turistas.

### Feria de la manzana
La feria de la manzana es la fiesta más importante del municipio, esta se celebra durante la semana del 15 de agosto, día de la Asunción de la Virgen, patrona de los fruticultores, y en cuyo honor se celebra una misa y se bendicen las manzanas. Meses antes se escoge a la reina de la feria, la cual preside todas las festividades del año.
La celebración dio inicio en 1941, durante el periodo del presidente municipal Agustín M. Cano, por iniciativa del Círculo Social Zacateco, que escogió a María del Pilar "Quicú" como primera reina de la feria.
El día principal, el 15 de agosto se realiza una misa, empezando desde las 5 de la mañana con las tradicionales Mañanitas, estando presentes la reina actual junto con la reina del año anterior acompañadas de los fruticultores y el pueblo en general; al término de esta, se lleva a cabo a las 12 horas la coronación de la Virgen de la Asunción a la cual le coloca la corona la familia que aceptó esa responsabilidad, contando con apoyo de la familia Orta, la cual es una de las iniciadoras de esta tradición; en compañía de las embajadoras y la reina actual y reinas anteriores al final de la misa, culminando la celebración de esta ceremonia religiosa, la Virgen junto con la reina y sus acompañantes y el pueblo en general salen a las calles principales a hacer el recorrido acostumbrado. Dentro de este recorrido la reina por tradición visita la cárcel municipal para visitar a los presos que están en ella.
Como última actividad tradicional se lleva a cabo el último domingo de la Feria de las Manzanas el tradicional Desfile de Carros Alegóricos, en el cual participan las comunidades, escuelas y organizaciones sociales de este municipio demostrando su participación con un carro alegórico adornado por las mismas personas de esa comunidad, siendo financiado por el Comité de Feria, la autoridad local y sus habitantes, adornándolo de manzanas y algún tema en especial, empezando esta tradición a las 11 de la mañana, paseando por las calles principales del municipio. 
Lo más característico de este desfile de cierre es que todos los carros alegóricos llevan una representante de cada comunidad que avienta manzanas de la temporada a todos los espectadores del desfile, esto es lo más atractivo de los turísticas quienes gracias a ello suelen llenar bolsas de manzanas que han aventado dichas representantes desde sus carros alegóricos.

## Patrimonios

### Exconvento Franciscano

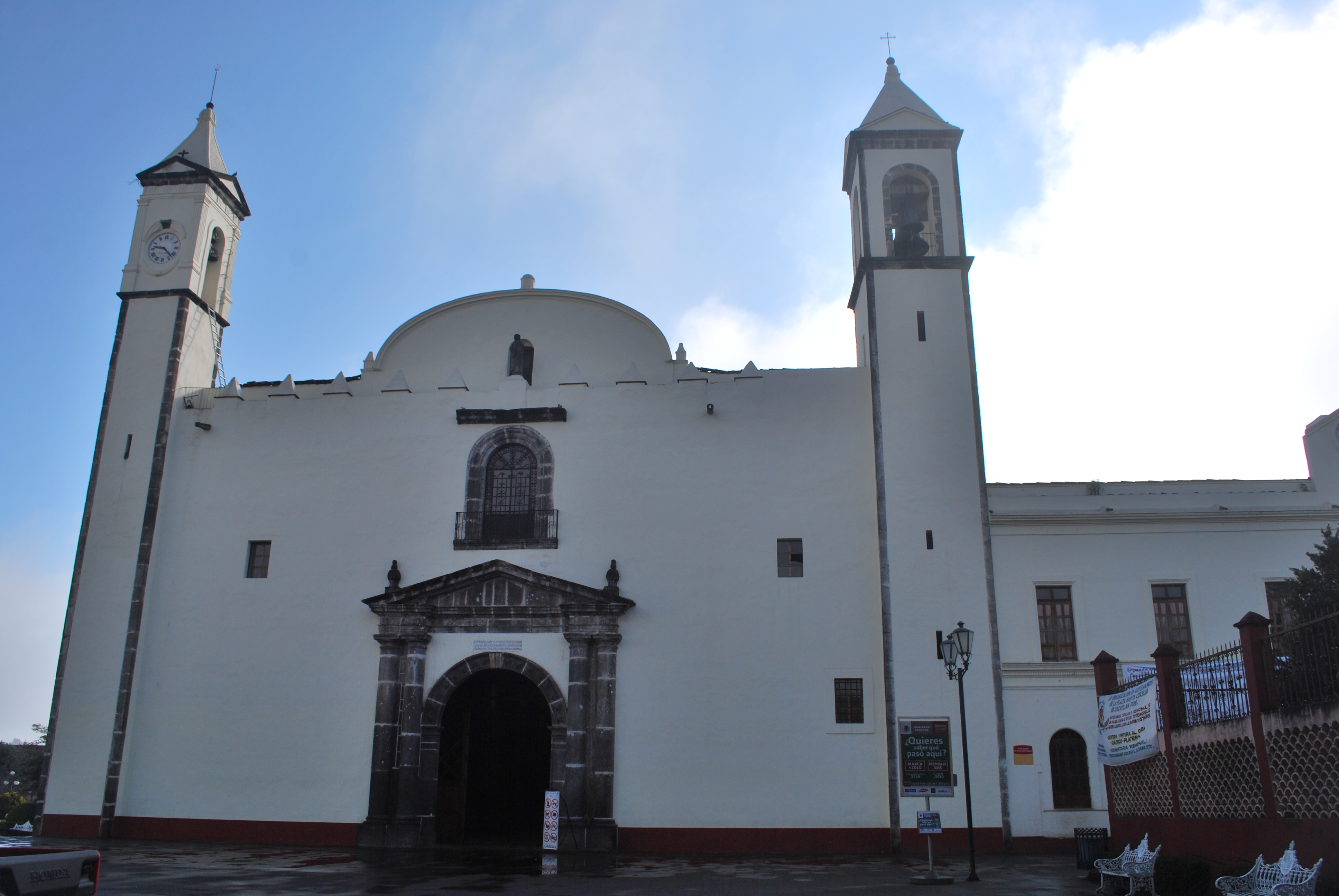
Fachada principal del exconvento Franciscano

La construcción está compuesta de un templo católico de estilo basílica, uno de los primeros templos cristianos construidos en América, y de unos claustros anexos, en los que actualmente se encuentra la biblioteca pública del municipio y junto a ella el museo de Zacatlán, que entre sus objetos están algunas pertenencias de Venustiano Carranza, quien falleció cerca de Zacatlán. Su construcción inicial empezó en 1522, pero tras el traslado de la Ciudad de Zacatlán a su ubicación actual el complejo volvió a ser construido en 1562 y se concluyó en 1567.

### Parroquia de San Pedro y San Pablo

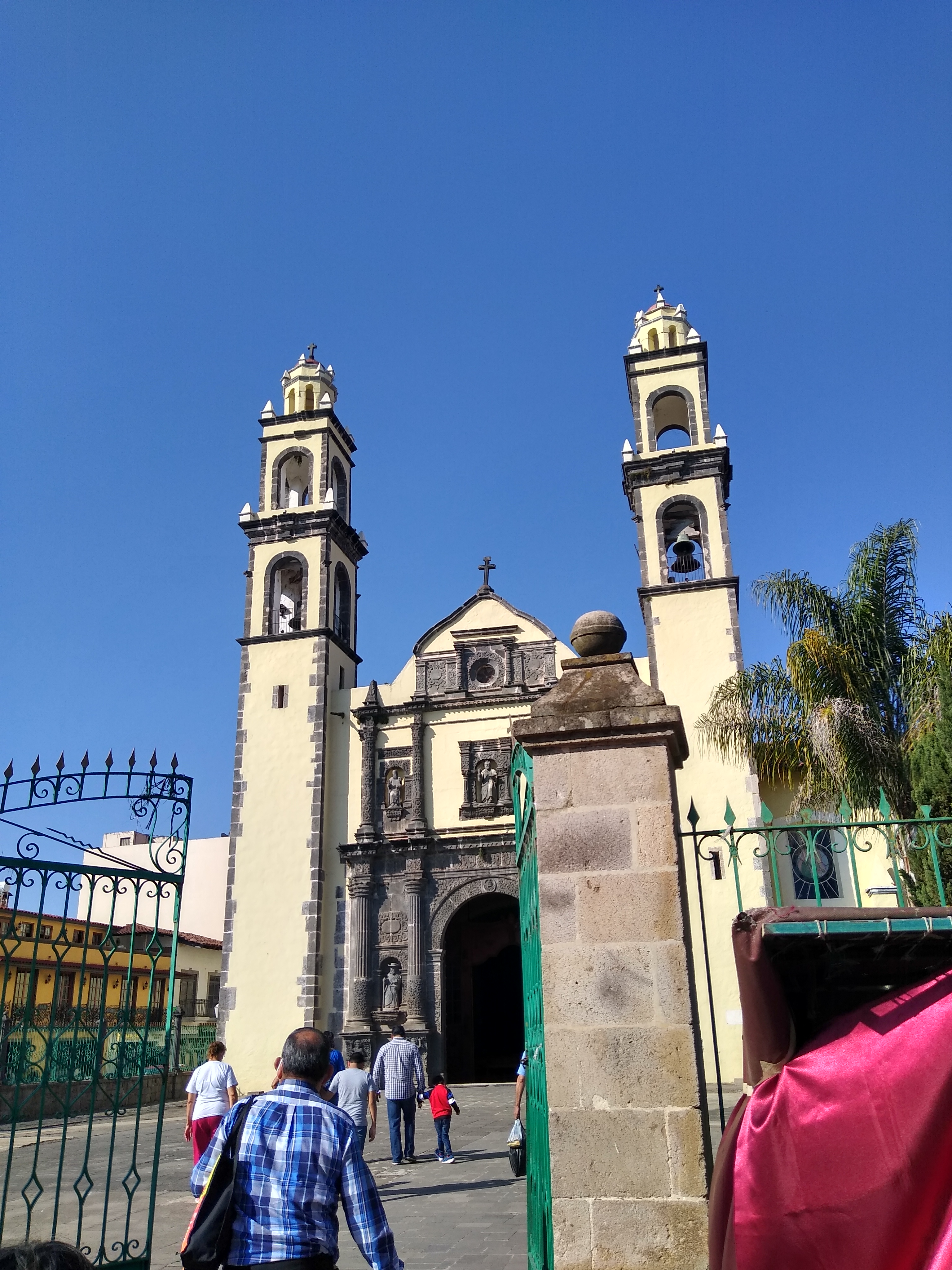
Parroquia de San Pedro y San Pablo en Zacatlán, Puebla

La parroquia se construyó entre finales del siglo XVII y principios del siglo XVIII, es un estilo barroco sobrio indígena o Tequitqui (1670-1740). Tiene en su fachada la característica de retablo, incluyendo las estatuas de San Pedro y San Pablo, patronos de la parroquia, con adornos de argamaza de hechura popular.

### Reloj floral

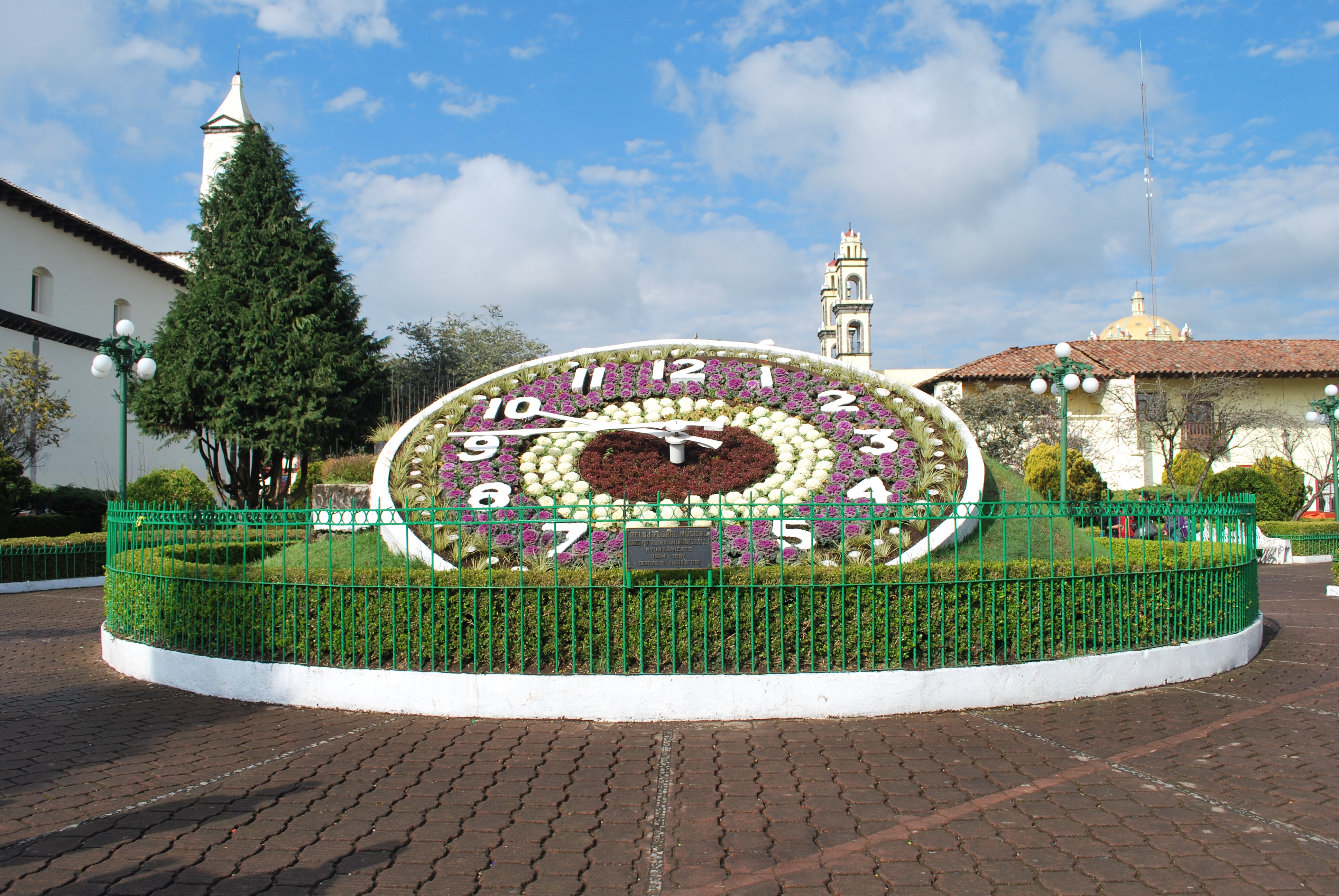
Reloj floral

Con sus carátulas, cada una de 5 metros de diámetro, característica que lo hace ser el primero y hasta ahora el único reloj de su género en todo el mundo[cita requerida], pues tiene nueve melodías para alegrar el ambiente cotidiano, alternando las canciones durante las diferentes estaciones del año.

### Palacio municipal
Edificio del siglo XIX de estilo neoclásico. Su construcción se debió al acuerdo de Don Ignacio Romero Vargas, Gobernador del Estado. El proyecto fue del arquitecto Francés La Salle, la iniciativa fue de José María Guzmán, para su presentación ante las autoridades. Diseñado por el dibujante Manuel Medina, se edifica con recursos de la contribución del trabajo para aquella época. Los trabajos fueron dirigidos por Camilo Soto, y seis albañiles, quienes iniciaron a labrar las piedras construyendo primero el edificio y después la arquería que demuestra la belleza de su estilo y la majestuosidad de sus líneas.

### Iglesia del señor de Jicolapa
Templo místico que invita a la reflexión y de profunda fe, donde se venera al Señor de Jicolapa, el cual realiza milagros a través de la fe de las personas. Según la leyenda el templo fue edificado justo en donde la imagen del señor de Jicolapa apareció por primera vez. Una mancha en la pared fue tomando forma y por más que se le borraba volvía a aparecer, hasta que un día tomó la forma de un Jesús moreno y se decidió levantar un templo para que la gente acudiera a venerarlo y hacer sus peticiones.

### Valle de piedras encimadas

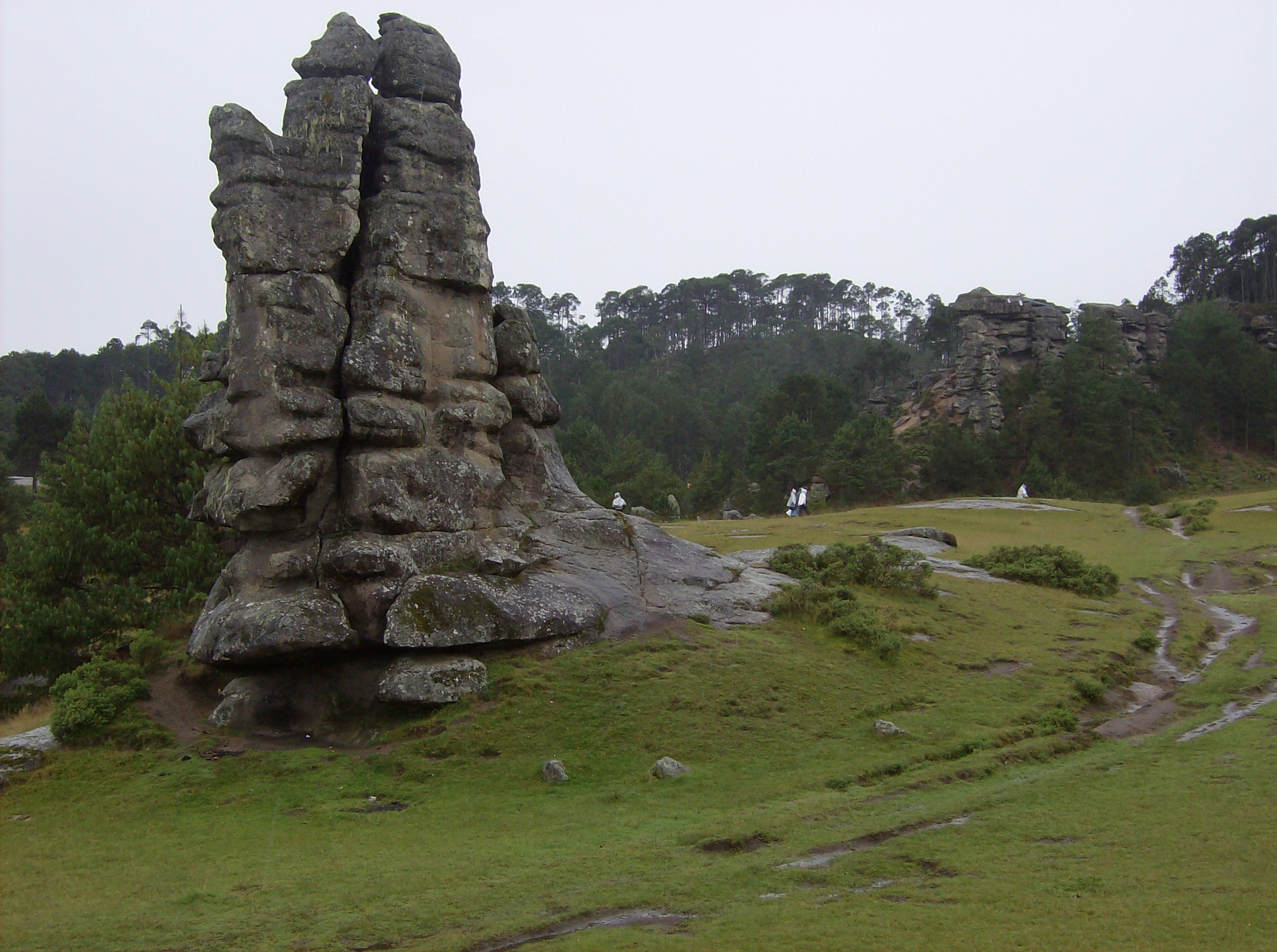
Valle de Piedras encimadas

Con una superficie de 4 km2, circundada por un bosque de pinos, a una altitud de 2400 m s. n. m., este valle ofrece el espectáculo imponente de un conjunto de gigantescas formaciones rocosas, en muchas de las cuales las posiciones de las grandes rocas parecen inexplicables y sus equilibrios, incomprensibles. Las formas caprichosas de las rocas es el resultado de la erosión por el viento y la lluvia.

## Economía

### Minería
Zacatlán es el municipio con mayor cantidad de concesiones mineras en el estado de Puebla, teniendo 21 proyectos totales, de los cuales 19 son de extracción de feldespato, uno es de oro y otro de plata.
A diferencia de lo ocurrido con sus municipios vecinos con concesiones mineras similares, en Zacatlán no han proliferado protestas por la realización de tales proyectos. A pesar de ello abundan las denuncias acerca de proyectos mineros irregulares o mal planificados, que amenazan con contaminar los mantos acuíferos de los que diversas localidades obtienen agua.

## Gobierno
El Ayuntamiento de Zacatlán está conformado por un síndico, ocho regidores de mayoría relativa, tres regidores de representación proporcional y un presidente municipal. Actualmente la presidenta municipal de Zacatlán es la Maestra Beatriz Sánchez Galindo del Partido Movimiento de Regeneración Nacional (MORENA), cuya presidencia inició el 15 de octubre de 2024, el síndico del municipio es el Abogado Juan Carlos Lastiri Yamal.
El municipio cuenta con ocho regidoras y regidores de mayoría relativa, los cuales son:
- Arturo Martínez Álvarez
- Juvencio Ángel González Parada
- Jesús Clemente Olvera Trejo
- Monserrat Guzmán Reyes
- Gregorio Isaac Armas Garrido
- Mayte Ibarra González
- Yolanda Leon Quintero
- María Eugenia Fernández González

Igualmente, cuenta con tres regidores de representación proporcional:
- Enrique González Álvarez, del Partido Revolucionario Institucional (PRI)
- José Guadalupe Cano, del Partido Político Movimiento Ciudadano (MC)
- Ariadne Olvera Salas, del Partido Verde Ecologista de México (PVEM)

### Distritos electorales
El municipio pertenece al II Distrito Electoral Federal de Puebla, siendo que es la cabecera del mismo. Este distrito es uno de los 300 en que se divide México y uno de los 16 que posee el estado. La diputada federal en funciones para el periodo 2018-2021 es Maiella Martha Gabriela Gómez Maldonado del Partido Político Movimiento Ciudadano (MC).
Igualmente es parte del 03 Distrito Electoral local del Estado de Puebla, del que es cabecera, teniendo el Distrito de Zacatlán dos representantes en la actual legislatura, siendo el diputado local por mayoría relativa en funciones el MBA Raúl Espinosa Martínez del Partido Acción Nacional (PAN) y asimismo diputada por el principio de Representación Proporcional María del Carmen Cabrera Camacho del Partido Político Movimiento de Regeneración Nacional (MORENA).

### Centros de población
En Zacatlán hay 97 localidades diferentes, repartidas en 31 demarcaciones distintas. Por su número de localidades el municipio ocupa el octavo lugar dentro del estado de Puebla. De ellas, solamente la Ciudad de Zacatlán, Atzingo y Jicolapa poseen el rango de localidades urbanas, pues su población es superior a 2500 habitantes.
Administrativamente, de acuerdo a la Ley Orgánica Municipal del Estado de Puebla, los Centros de Población de Zacatlán, se dividen en Ciudad, Pueblos, Barrios, Comunidades y Secciones; de acuerdo a esta clasificación del total de Localidades existentes, la cabecera Municipal es la Ciudad de Zacatlán y en orden de importancia a la fecha existen once Pueblos reconocidos oficialmente por el Congreso del Estado.